# Доната
Доната — мученица Римская. День памяти — 31 декабря.
Святая Доната (Donata), а также святые Илария (Hilaria), Номифланда (Nomiflanda), Павлина (Paulina), Рустика (Rustica), Рогата (Rogata), Доминанда (Dominanda),  Серотина (Serótina) и Сатурнина (Saturnina) были умучены в Риме. Их мощи были погребены в Риме, в Иорданских катакомбах на новой Соляной дороге (cimitero dei Giordani sulla via Salaria nuova).